# Nizozemska zlata obala

Nizozemska zlata obala ali nizozemska Gvineja, uradno Nizozemska posest na obali Gvineje ( nizozemsko : Nederlandse Bezittingen ter Kuste van Guinea ) je bil del sodobne Gane, ki so ga Nizozemci postopoma kolonizirali od leta 1612. Nizozemci so začeli trgovati na tem območju okoli leta 1598 in se pridružili Portugalcem, ki so imeli tam trgovsko postajo od poznih 1400-ih. Sčasoma je Nizozemska Zlata obala postala najpomembnejša nizozemska kolonija v Zahodni Afriki, potem ko so  Portugalcem zavzeli Utrdbo Elmina leta 1637. Po ukinitvi trgovine s sužnji v začetku 19. stoletja je kolonija kmalu propadla. Dne 6. aprila 1872 je bila Nizozemska Zlata obala v skladu z anglo-nizozemskimi pogodbami iz leta 1870–71 prepuščena Združenemu kraljestvu.

## Zgodovina

### Nizozemska naselitev na Zlati obali
Portugalci so bili prvi Evropejci, ki so prispeli v sodobno Gano. Do leta 1471 so dosegli območje, ki je postalo znano kot Zlata obala, ker je bilo pomemben vir zlata. Portugalski trgovski interesi za zlato, slonovino in poper so se tako povečali, da so leta 1482 zgradili svojo prvo stalno trgovsko postajo na zahodni obali današnje Gane. Ta trdnjava, trgovski grad, imenovan São Jorge da Mina, je bila zgrajena za zaščito portugalske trgovine pred evropskimi konkurenti. 
Portugalski položaj na Zlati obali, znan kot Portugalska zlata obala, je ostal varen več kot stoletje. V tem času si je Lizbona prizadevala monopolizirati vso trgovino v regiji v kraljevih rokah, čeprav je imenovala uradnike v São Jorgeju, in uporabila silo, da bi preprečila angleška, francoska in nizozemska prizadevanja za trgovanje na obali. Potem ko je Barent Eriksz leta 1591 uspešno odplul do Zlate obale, so nizozemski trgovci začeli trgovati na tem območju. 
Dvanajstletno premirje med Portugalsko-Španijo in Nizozemsko republiko, ki je trajalo od 1609 do 1621, je prekinilo nizozemsko trgovino na Zlati obali, saj so imeli Portugalci zdaj dovolj sredstev za zaščito svojega trgovinskega monopola. Nizozemski trgovci so nato zaprosili generalne stanove Nizozemske republike za izgradnjo utrdbe na obali. Generalni državni zbor je sprejel njihove zahteve in leta 1611 na Zlato obalo poslal Jacoba Clantiusa, ki naj bi postal prvi general na obali. Leta 1612 je po pridobitvi dovoljenja lokalnih vladarjev s pogodbo iz Asebuja zgradil utrdbo Nassau blizu Mourija, na mestu prvotne nizozemske trgovske postaje, ki so jo požgali Portugalci.
Po koncu dvanajstletnega premirja leta 1621 je bila ustanovljena Nizozemska zahodnoindijska družba, ki je v okviru načrta Groot Desseyn skušala zasesti portugalske kolonije v Afriki in Ameriki. Po neuspehu leta 1625 je podjetju leta 1637 Portugalcem uspelo zavzeti grad Elmina. Leta 1640 in 1642 sta sledili utrdba San Sebastian pri Šami in utrdba Svetega Antona pri Aksimu.

### Tekmovanje z drugimi evropskimi silami
Nizozemska zahodnoindijska družba je leta 1621 dobila monopol nad trgovino v Zahodni Indiji, vključno z Zlato obalo. Slabo upravljanje je pomenilo, da je več razočaranih zaposlenih v nizozemski zahodnoindijski družbi zapustilo podjetje in delalo za drugo evropsko silo. Hendrik Carloff je bil na primer nekdanji visoki častnik v podjetju, ki se je pridružil podjetju Švedska afriška družba, ki ga je leta 1649 ustanovil valonsko-nizozemski industrialec Louis De Geer. Na koncu je švedsko podjetje zapustil tudi Carloff, in odšel v Dansko afriško družbo, ki jo je ustanovil sam z Isaacom Coymansom in Nicolaesom Pancrasom, prav tako nekdanjima zaposlenima Nizozemski zahodnoindijski družbi.
Medtem ko se je izkazalo, da je švedska prisotnost na Zlati obali le začasna, se je britanska in danska naselitev na tem območju izkazala za trajno. Od leta 1694 do 1700 se je Nizozemska zahodnoindijska družba bojevala v vojnah Komenda z Britanci zaradi trgovinskih pravic s kraljestvom Eguafo. Poleg tega so imeli Brandenburžani na tem območju od leta 1682 naprej tudi utrdbe, dokler jih leta 1717 niso odkupili Nizozemci. Portugalci so popolnoma zapustili območje, vendar je imela Zlata obala največjo koncentracijo evropske vojaške arhitekture zunaj Evrope.

### Odnos z lokalnim prebivalstvom
Evropske sile so bile včasih vpletene v konflikte z lokalnimi prebivalci, saj so Evropejci razvijali trgovska zavezništva z lokalnimi političnimi oblastmi. Ta zavezništva, ki so bila pogosto zapletena, so vključevala tako Evropejce, ki so poskušali pridobiti ali prepričati svoje najbližje zaveznike, da napadejo konkurenčna evropska pristanišča, in njihove afriške zaveznike, ali nasprotno, različne afriške sile, ki so poskušale novačiti Evropejce kot plačance v svojih meddržavnih vojnah ali kot diplomate za reševanje konfliktov. Drugi način, kako so se izognili konfliktom z lokalnimi prebivalci, je bila poroka. Evropski moški so pogosto sklepali zavezništva z lokalnimi afriškimi prebivalci s prakso, znano kot cassare ali calisare, ki izhaja iz portugalskega casarja, kar pomeni "poročiti se". Nizozemci in drugi Evropejci so se poročili z Afričankami, katerih družine so bile povezane s trgovino s sužnji v Atlantiku. Na ta način so tako Afričani kot Evropejci imeli koristi drug od drugega in omogočili miroljubna trgovinska partnerstva. Afriške žene so lahko prejemale denar in šolanje za otroke, ki so jih rodile evropskim moškim. Žene so lahko podedovale tudi sužnje in premoženje svojih mož, ko so se ti vrnili v Evropo ali umrli. 
Številne obalne etnične skupine v Afriki, kot sta Ga in Fante, so uporabile ta sistem za pridobitev gospodarske in politične prednosti. Te afriške etnične skupine so to prakso uporabljale pred prihodom Evropejcev s tujci druge etnične pripadnosti in so isti privilegij razširile na evropske moške do poznih 1400-ih. Cassare je Afričanom omogočil, da so tako kot Evropejci zaupali tujcem, ko so poslovali znotraj svojih trgovinskih mrež. Prehod med tujcem in trgovinskim partnerjem je bil veliko lažji.
V Elmini so Nizozemci od Portugalcev podedovali sistem, v katerem so plačevali davek Denkiram, ki so bili prevladujoča sila v regiji. Po bitki pri Fejiase (1701) je imperij Ašanti nadomestil Denkira kot prevladujočo silo in Nizozemci so namesto tega začeli plačevati davek Ašantijem. Čeprav je obstoj tako imenovane "Elmine opombe" pogosto vprašljiv, so Nizozemci na splošno plačevali Ašantijem dve unči zlata na mesec kot davek.  Ta vez med Nizozemci in Ašanti, ki so imeli prek pristanišča Elmina dostop do trgovine z Nizozemci in preostalim svetom, je močno vplivala na odnose med Nizozemci, drugimi lokalnimi ljudstvi in Britanci. Slednji so imeli vse tesnejše odnose z etnično skupino Fante, ki so jim bili Denkira in s tem tudi Elmini kulturno in jezikovno blizu. Sledilo je več vojn Ašanti-Fante in rivalstvo med obema narodoma je bilo ključnega pomena za dogodke v zvezi s prenosom nizozemske zlate obale Veliki Britaniji leta 1872.
Potem ko je Nizozemcem uspelo pregnati Švede iz Butreja in so na tem mestu začeli graditi utrdbo Fort Batenstein, so voditelji Nizozemske zahodnoindijske družbe menili, da je koristno s pogajanji skleniti pogodbo z lokalnim političnim vodstvom, da bi vzpostavili miren dolgoročen odnos v območje. Lokalni voditelji Ahante so ugotovili, da je sklenitev takega sporazuma prav tako koristna, zato je bila 27. avgusta 1656 podpisana pogodba v Butreju. Ta pogodba je vzpostavila nizozemski protektorat na tem območju in vzpostavila diplomatske vezi med Nizozemsko republiko in Ahanto. Dogovori pogodbe so se izkazali za zelo stabilne in so urejali nizozemsko-ahantske diplomatske zadeve več kot 213 let. Šele po prodaji Zlate obale Veliki Britaniji leta 1872 so bile določbe pogodbe razveljavljene.
18. februarja 1782 so Britanci v okviru četrte anglo-nizozemske vojne napadli Elmino. Čeprav ta napad ni uspel, je Britanija od Nizozemcev zavzela utrdbo Nassau, utrdbo Amsterdam, utrdbo Lijdzaamheid, utrdbo Dobrega upanja in trdnjavo Crêvecoeur. Nizozemska republika je le uspela prevzeti Fort Sekondi od Britancev. S pariškim mirom iz leta 1784 so se vse utrdbe vrnile svojim predvojnim lastnikom.

### Razpustitev DWIC in odprava trgovine s sužnji
Leta 1791 je bila Nizozemska zahodnoindijska družba razpuščena in 1. januarja 1792 so vsa ozemlja, ki jih je imela družba, ponovno prešla pod oblast Generalnih stanov Nizozemske republike. Med francosko okupacijo Nizozemske med letoma 1810 in 1814 je imela nizozemska posest na Zlati obali precej nenavaden položaj – skupaj z otokom Dedžima na Japonskem – kot edina nizozemska ozemlja, ki jih nista zasedli ne Francija ne Velika Britanija. 
Britanski zakon o trgovini s sužnji iz leta 1807 je dejansko končal vso trgovino s sužnji z Zlate obale. Viljem I. Nizozemski je prevzel to odpravo, ko je junija 1814 izdal kraljevi odlok v ta namen in maja 1818 podpisal anglo-nizozemsko pogodbo o trgovini s sužnji. Odprava trgovine s sužnji je bila povezana s prihodom Hermana Viljema Daendelsa za generalnega guvernerja. Daendels je bil patriot, ki je igral pomembno vlogo v Batavski revoluciji, nato pa je leta 1807 postal generalni guverner Nizozemske Vzhodne Indije za Batavsko republiko. Zaradi tega republikanskega in revolucionarnega ozadja je postal kontroverzen v Kraljevini Nizozemski, ustanovljeni leta 1815, ki mu je dejansko prepovedala vstop v državo, tako da mu je leta 1815 dodelila precej nejasno guvernerstvo Zlate obale.
Daendels je poskušal obnoviti precej razpadajoče nizozemske posesti kot afriško plantažno kolonijo, ki jo poganja zakonita trgovina. Na podlagi svojih izkušenj pri gradnji Velike poštne ceste na otoku Java v Nizozemski vzhodni Indiji je pripravil nekaj zelo ambicioznih infrastrukturnih projektov, vključno s celovitim cestnim sistemom z glavno cesto, ki povezuje Elmino in Kumasi v Ašantiju. Nizozemska vlada mu je dala proste roke in zajeten proračun za uresničitev njegovih načrtov. Hkrati pa je Daendels svoje guvernerstvo razumel kot priložnost za vzpostavitev zasebnega poslovnega monopola na nizozemski Zlati obali.
Sčasoma se nobeden od načrtov ni uresničil, saj je Daendels 8. maja 1818 umrl zaradi malarije v gradu St. George d'Elmina, nizozemskem sedežu vlade. Njegovo truplo je bilo pokopano v osrednji grobnici na nizozemskem pokopališču v mestu Elmina. V državi je bil manj kot dve leti.

### Rekrutacija vojakov za vojsko Nizozemske vzhodne Indije
V preostanku 19. stoletja je Nizozemska Zlata obala počasi padla v nered. Edini bistven razvoj v tem obdobju je bilo rekrutiranje vojakov za nizozemsko vzhodnoindijsko vojsko. To novačenje tako imenovanih Belanda Hitam (indonezijsko za "črne Nizozemce") se je začelo leta 1831 kot izredni ukrep, saj je nizozemska vojska izgubila na tisoče evropskih vojakov in veliko večje število "domačih" vojakov v vojni na Javi (1825– 1830), hkrati pa se je z neodvisnostjo Belgije (1830) zmanjšala lastna baza prebivalstva. Ker so Nizozemci želeli, da bi bilo število domorodcev v nizozemski vojski Vzhodne Indije omejeno na približno polovico skupne moči, da bi ohranili zvestobo domorodnih sil, se je dodajanje sil iz Zlate obale zdela idealna priložnost za ohranitev moči vojske in hkrati zvestobe. Upali so tudi, da bodo afriški vojaki bolj odporni na tropsko podnebje in tropske bolezni nizozemske Vzhodne Indije kot evropski vojaki.
Leta 1836 se je nizozemska vlada odločila, da bo novačila vojake prek kralja Ašantija. Generalmajor Jan Verveer je v ta namen prispel v Elmino 1. novembra 1836 in odšel v prestolnico Ašanti Kumasi z delegacijo približno 900 ljudi. Po dolgih pogajanjih je bil dosežen dogovor s kraljem Kwaku Dua I. V Kumasiju je bilo ustanovljeno rekrutno skladišče, poleg tega pa je kralj poslal mlada princa Ašanti Kwasi Boači in Kwame Poku z generalom Verveerjem, da jih vzameta s seboj na Nizozemsko, da bi se lahko dobro izobrazili. Kwasi Boači se je pozneje izobraževal na predhodnici univerze Delft in postal prvi temnopolti nizozemski rudarski inženir v nizozemski Vzhodni Indiji. Nizozemski pisatelj Arthur Japin je napisal roman o življenju obeh princev z The Two Hearts of Kwasi Boachi (1997).

### Trgovina z utrdbami z Britanijo in kasnejša cesija
Medtem ko so bile nizozemske utrdbe v 19. stoletju kolonialna zaledje, so se britanske utrdbe počasi razvile v polno kolonijo, zlasti potem, ko je Britanija leta 1850 prevzela Dansko Zlato obalo. Prisotnost nizozemskih utrdb na območju, ki je postajalo vse bolj pod vplivom Združenega kraljestva, se je zdelo nezaželeno, zato so Britanci v poznih petdesetih letih 19. stoletja začeli pritiskati bodisi na odkup nizozemskih utrdb bodisi na trgovanje z utrdbami, da bi ustvarili bolj skladna območja vpliva.
V nizozemski politični pokrajini tistega časa odkup ni bil mogoč, zato so se pogajali o trgovini z utrdbami. Leta 1867 je bila podpisana Konvencija med Veliko Britanijo in Nizozemsko o izmenjavi ozemlja na Zlati obali Afrike, v kateri so bile vse nizozemske utrdbe vzhodno od Elmine predane Veliki Britaniji, medtem ko so bile britanske utrdbe zahodno od Elmine predane Nizozemski.
Trgovina se je izkazala za katastrofo za Nizozemce, saj se njihovo dolgoletno zavezništvo z mogočnim celinskim cesarstvom Ašanti ni obneslo dobro pri obalnem prebivalstvu Fante okoli novih utrdb, ki so jim bile dodeljene, ki so bili povezani z Britanci. Da bi podvrgli lokalno prebivalstvo okoli Fort Komende, so morali Nizozemci poslati ekspedicijske sile v lokalno prestolnico Kwasie-Krom. Medtem je bila ustanovljena konfederacija Fante, da bi Nizozemce in njihove zaveznike Ašanti pregnala iz Elmine. Konfederacija je ustanovila vojsko, ki je marca 1868 vkorakala v Elmino. Čeprav je bilo aprila ocenjeno, da je vojska dovolj močna, da je začela oblegati mesto, je boj med različnimi plemeni, združenimi v konfederacijo, pomenil, da je bilo obleganje maja umaknjeno. Junija je bila podpisana mirovna pogodba med konfederacijo in Elmino, v kateri se je Elmina zavezala, da bo nevtralna, če bi izbruhnila vojna med Ašanti in Fante.
Blokada mesta s strani konfederacije pa ni bila odpravljena in trgovina med Elmino in Ašanti je padla na absolutni minimum. Elmino so poskušali prepričati, naj se pridruži konfederaciji, vendar neuspešno. Elmina in Nizozemci so poslali prošnjo za pomoč kralju Ašanti, čigar vojska je pod vodstvom Atjempona 27. decembra 1869 prispela v Elmino. Ni presenetljivo, da je imela vojska Ašanti brezkompromisen odnos do svojih tekmecev Fante, zaradi česar je možnost kompromisa med Elminci, ki jih podpirajo Ašanti, in novimi utrdbami, v katerih dominirajo Fante, prenesenimi na Nizozemce, še težja.
Medtem so na Nizozemskem zaradi nenehnih konfliktov vedno glasnejši pozivi k prenosu celotne kolonije na Britanijo. Nizozemski guverner Elmine, Cornelis Nagtglas, je skušal prepričati Elmince, naj svoje mesto prepustijo Britancem. To je bilo seveda zapleteno zaradi prisotnosti vojske Ašanti v mestu, ki je aprila 1871 za kratek čas celo aretirala Nagtglasa. Februarja istega leta je bila z Združenim kraljestvom podpisana pogodba, po kateri je bila celotna kolonija odstopljena za znesek 46.939,62 nizozemskih guldnov. 6. aprila 1872, po ratifikaciji pogodbe v parlamentu, je bila Elmina uradno predana Veliki Britaniji.

### Uničenje Elmine
Kot je bilo pričakovati, so bili Ašanti manj zadovoljni s predajo Elmine britanskim zaveznikom Fante. Ašantski kralj Kofi Karikari je trdil, da je "Elmina nota", ki je urejala davek, ki so ga Nizozemci plačevali Ašantijem, potrdila Ašantijsko suverenost nad mestom. Junija 1873 se je situacija zaostrila, ko je vojska Ašanti vkorakala v Elmino, da bi mesto »osvojila nazaj« od Britancev. Začela se je tretja anglo-ašanti vojna in Britanija je 13. junija 1873 začela bombardirati Elmino. Staro mestno jedro Elmina je bilo popolnoma uničeno in zravnano, da bi naredili prostor za parado.

## Administracija

### Nizozemska zahodnoindijska družba
V času vladavine nizozemske Zahodnoindijske družbe je vlado kolonije vodil generalni direktor. Generalnemu direktorju je pomagal svet, sestavljen iz višjih kolonialnih častnikov. Poleg tega, da je bil vrhovni vladar kolonije, je bil generalni direktor tudi vrhovni poveljnik kopenskih in pomorskih sil ter najvišji sodni uradnik. Generalni direktor je imel dvojni mandat, saj sta ga namestila generalni državni zbor Nizozemske republike in Nizozemska zahodnoindijska družba. Kolonialna vlada je imela sedež v Fort Nassau v Moreeju med letoma 1621 in 1637 in v Fort George v Elmini od leta 1637 naprej.
Ko so Nizozemci leta 1642 osvojili Luando in São Tomé od Portugalcev, je bila posest Nizozemske zahodnoindijske družbe na obali Afrike razdeljena na dve ločeni poveljstvi. Vlada v Elmini je bila zadolžena za oblast nad "Gvinejo in njenimi odvisnostmi od Cabo Tres Puntas do Cabo Lopes Gonsalves ," vlada v Luandi pa za posest južno od slednjega rta, vključno s São Toméjem. Naziv generalnega direktorja v Elmini je bil spremenjen v "generalni direktor severne obale Afrike." Ko so Nizozemci leta 1648 izgubili Luando proti Portugalcem, so Sao Tomeju za kratek čas vladali iz Elmine, dokler ga istega leta niso ponovno zavzeli tudi Portugalci.
Z ustanovitvijo Druge nizozemske zahodnoindijske družbe leta 1675 je bila vladna struktura revidirana. Območje pod pristojnostjo generalnega direktorja je bilo na novo opredeljeno kot "obala Afrike, od Sierra Leone izključno do 30 stopinj južno od ekvatorja, skupaj z vsemi otoki vmes," s čimer se je nominalno obnovila zahteva po izgubljenih ozemljih na tem območju do Portugalcev.  Naziv generalnega direktorja je bil hkrati spremenjen v "generalni direktor severne in južne obale Afrike." Ta večja zahteva pa ni bila primarno namenjena povrnitvi Luande in Sao Toméja od Portugalcev, ampak zgolj vzpostavitvi oblasti nad nizozemsko trgovino na tem območju. To je bilo še posebej pomembno za Loango, od katerega so Nizozemci začeli kupovati sužnje v velikih količinah od leta 1670 naprej. Do likvidacije Nizozemske zahodnoindijske družbe leta 1791 so naziv generalnega direktorja in meje pristojnosti ostali enaki.

### Neposredna nizozemska vladavina
Po likvidaciji nizozemske Zahodnoindijske družbe leta 1791 je Svet kolonij za Zahodno Indijo prevzel vlado Nizozemske Zlate obale. V prvih letih se je malo spremenilo in stara uprava nizozemske zahodnoindijske družbe je ostala v veliki meri nedotaknjena.
To se je spremenilo, ko je Batavska republika leta 1795 nadomestila Nizozemsko republiko. Uprava Nizozemske Zlate obale je bila reformirana s tajno resolucijo z dne 12. maja 1801. Urad generalnega direktorja se je preimenoval v generalnega guvernerja, svet pa je bil razdeljen na veliki in mali svet. Mali svet je bil odgovoren za vsakodnevno upravljanje kolonije in ga je sestavljal generalni guverner, upravnik in generalni direktor (nizozemsko: administrateur en directeur-generaal ),Note 1 poveljnik skladišč, mojster del, in knjigovodja generalnega urada (nizozemsko boekhouder ten comptoir-generaal). Veliki svet je sestavljal Mali svet z dodatkom prebivalcev utrdbe Fort Crèvecoeur v Akri, utrdbe Saint Anthony v Aximu, utrdbe Saint Sebastian v Šami in utrdbe Amsterdam v Kormatinu, in se je sestal vsake tri mesece.
Uprava Nizozemske Zlate obale je bila znova reformirana, ko je Kraljevina Nizozemska leta 1806 zamenjala Batavsko republiko. S kraljevim dekretom Ludvika Napoleona, nizozemskega kralja, je bil urad generalnega guvernerja leta 1807 degradiran v generalnega poveljnika, administracija pa je bila leta 1809 prenovljena. Še večja sprememba je prišla z ustanovitvijo Kraljevine Nizozemske leta 1815. Ko je za seboj pustilo negotova leta francoske okupacije in z odpravo trgovine s sužnji, je novoustanovljeno kraljestvo pripravilo načrt za preoblikovanje kolonije v donosno plantažno kolonijo. V ta namen je novi guverner Herman Viljem Daendels dobil odprt mandat in velik proračun. Vendar je bil projekt prekinjen z Daendelovo zgodnjo smrtjo leta 1818.

## Gospodarstvo
Čeprav je kolonija danes povezana predvsem z atlantsko trgovino s sužnji, to ni bil razlog, da so prvi nizozemski trgovci trgovali z Zlato obalo. Barent Eriksz je ustvaril dobiček s trgovanjem z zlatom, slonovino in zahodnoafriškim poprom in ti izdelki so ostali glavno trgovsko blago v začetku 17. stoletja. Po besedah Joannesa de Laeta je Nizozemska Zahodna Indija do leta 1637 v Nizozemsko republiko prepeljala zahodnoafriško blago v vrednosti 14 milijonov nizozemskih guldnov, med katerimi je bila najpomembnejša trgovina z zlatom.
To se je spremenilo s postopnim prevzemom Brazilije od Portugalcev od leta 1630 naprej. Nenadoma je trgovina s sužnji, za katero prej ni bilo pomembnega trga, postala nuja za gospodarsko preživetje nizozemske Brazilije. Nicolasu van Yperenu, guvernerju nizozemskih posesti na Zlati obali, so njegovi nadrejeni Nizozemske zahodnoindijske družbe naročili, naj nizozemsko Brazilijo oskrbuje s sužnji. Leta 1636 mu je uspelo prepeljati okoli tisoč sužnjev v Brazilijo iz Fort Nassaua, a da bi zagotovili stalen pretok suženjske delovne sile, se je podjetje odločilo, da je treba še enkrat poskusiti ujeti Elmino iz rok Portugalcev. Potem ko je bila Elmina avgusta 1637 končno zavzeta, se je središče trgovine Nizozemske zahodnoindijske družbe preusmerilo na trgovino s sužnji. Direktorji nizozemske zahodnoindijske družbe pa niso bili zadovoljni z naraščajočo trgovino s sužnji na sami Zlati obali, saj je posegala v donosno trgovino z zlatom in aktivno poskušala trgovino s sužnji premakniti na obalo s sužnji, kjer so trgovali. objave od leta 1640 naprej.
Izguba Brazilije ni izničila nizozemske trgovine s sužnji, saj so leta 1662 Nizozemci podpisali svoj prvi asiento s španskim cesarstvom, s katerim so se zavezali, da bodo španski Ameriki zagotavljali sužnje, predvsem prek svoje trgovske postaje v Willemstadu, Curaçao. Poleg tega so leta 1664 Nizozemci osvojili Surinam in dopolnili Berbice in Essequibo kot karibski plantažni koloniji, odvisni od suženjskega dela.

## Družba
Do uničenja Elmine leta 1873 je bilo mesto največje naselje na Zlati obali, ki je zasenčilo Akro in Kumasi. V 18. stoletju je njegovo prebivalstvo štelo od 12.000 do 16.000 prebivalcev, v 19. stoletju pa se je to število povzpelo med 18.000 in 20.000. Vendar večina teh prebivalcev ni bila Evropejcev; njihovo število je v 18. stoletju doseglo vrhunec pri 377 zaposlenih v Nizozemski zahodnoindijski družbi za celotno nizozemsko zlato obalo, preden je v 19. stoletju padlo nazaj na zgolj 20 častnikov.
Veliko pomembnejši so bili afriški prebivalci Elmine, ki so prihajali iz vseh regij Zlate obale v Elmino, da bi poskusili svojo srečo. Tudi sužnji so predstavljali precejšen del prebivalstva Elmine in so bili pogosto v lasti samih prebivalcev ljudstva Akan. Tretja skupina v Elmini je bila mešane rase in rezultat medrasnih odnosov med zaposlenimi Nizozemske zahodnoindijske družbe in afriškimi ženskami v Elmini. Nezakonske otroke zaposlenih so Nizozemci imenovali "Tapoeijerji", saj naj bi po njihovem mnenju barva njihove kože spominjala na barvo kože ameriških domorodcev. Odlok generalnega guvernerja v Elmini iz leta 1700 je določal, da morajo zaposleni v Nizozemski zahodnoindijski družbi, ki naj bi se vrnili na Nizozemsko, vzeti s seboj svoje (nezakonske) otroke ali pa plačati denarno vsoto za njihovo preživljanje in »krščansko vzgojo«.  V ta namen je bila ustanovljena šola v Elmini.